# Björnsjön (Los socken, Hälsingland, 684173-143450)
Björnsjön är en sjö i Ljusdals kommun i Hälsingland och ingår i Dalälvens huvudavrinningsområde. Sjön är 6 meter djup, har en yta på 0,286 kvadratkilometer och är belägen 562,9 meter över havet. Sjön avvattnas av vattendraget Sandsjöån (Sundsjöån).

## Delavrinningsområde
Björnsjön ingår i det delavrinningsområde (684249-143388) som SMHI kallar för Utloppet av Björnsjön. Medelhöjden är 579 meter över havet och ytan är 2,58 kvadratkilometer. Det finns inga avrinningsområden uppströms utan avrinningsområdet är högsta punkten. Sandsjöån (Sundsjöån) som avvattnar avrinningsområdet har biflödesordning 3, vilket innebär att vattnet flödar genom totalt 3 vattendrag innan det når havet efter 449 kilometer. Avrinningsområdet består mestadels av skog (83 procent). Avrinningsområdet har 0,29 kvadratkilometer vattenytor vilket ger det en sjöprocent på 11 procent.